# Lijst van burgemeesters van Ouderkerk aan den IJssel
Dit is een lijst van burgemeesters van de voormalige Nederlandse gemeente Ouderkerk aan den IJssel in de provincie Zuid-Holland. Per 1 januari 1985 maakt Ouderkerk aan den IJssel deel uit van de op die datum gestichte gemeente Ouderkerk.
| Ambtsperiode   | Naam burgemeester          | Partij of stroming | Bijzonderheden |
| -------------- | -------------------------- | ------------------ | --- |
| 1811(?) - 1817 | Maurits Weggeman Guldemont |                    | was in 1812 maire, daarna schout, hij werd in 1817 schout en in 1825 burgemeester van Krimpen aan den IJssel |
| 1818 - 1823    | Jan Mijnlieff              |                    | schout |
| 1823 - 1844    | Dirk Mijnlieff             |                    | voor 1825 schout, daarna burgemeester |
| 1844 - 1846    | Martinus Rijkaart          |                    | |
| 1846 - 1892    | Willem van Waning          |                    | vanaf 1850 ook burgemeester van Stormpolder (tot 1855) en van Krimpen aan den IJssel (tot 1895) |
| 1892 - 1933    | Jacob van Waning           |                    | zoon van zijn voorganger |
| 1933 - 1944    | mr. F.J. van Beeck Calkoen |                    | |
| 1944 - 1945    | R.A. van der Snoek         |                    | |
| 1945 - 1946    | mr. F.J. van Beeck Calkoen |                    | |
| 1946 - 1967    | Adrianus Neet              | CHU                | |
| 1968 - 1972    | P.B. Bakker                | ARP                | |
| 1973 - 1985    | Jan (J.G.) de Zeeuw        | ARP / CDA          | vanaf 1979 tevens waarnemend burgemeester van Gouderak en aansluitend burgemeester van Ouderkerk. Vader (eveneens J.G. de Zeeuw) was burgemeester van Numansdorp en Klaaswaal terwijl diens vader (eveneens J.G. de Zeeuw) burgemeester van Ridderkerk was. |